# Aulospongus monticularis
Aulospongus monticularis är en svampdjursart som först beskrevs av Ridley och Arthur Dendy 1886.  Aulospongus monticularis ingår i släktet Aulospongus och familjen Raspailiidae.
Artens utbredningsområde är Kap Verde. Inga underarter finns listade i Catalogue of Life.